# Frederico Guilherme de Meclemburgo-Strelitz
Frederico Guilherme de Meclemburgo-Strelitz (17 de outubro de 1819 - 30 de maio de 1904) foi um soberano alemão que governou o estado de Meclemburgo-Strelitz desde 1860 até à sua morte.

## Biografia
Nasceu em Neustrelitz, filho de Jorge I, Grão-Duque de Meclemburgo-Strelitz e da princesa Maria de Hesse-Cassel. Passou a sua infância e adolescência em Neustrelitz e depois foi estudar História e Jurisprudência na Universidade de Bonn. Depois de terminar os seus estudos, foi viajar, visitando a Itália e a Suíça. Mais tarde tornou-se doutor de Direito Civil pela Universidade de Oxford.
Frederico Guilherme sucedeu ao seu pai como grão-duque no dia 6 de setembro de 1860. Durante o seu reinado, Meclemburgo-Strelitz tornou-se um estado-membro da Confederação da Alemanha do Norte e depois do Império Alemão. Frederico Guilherme era um grande proprietário, sendo que mais de metade do seu grão-ducado era sua propriedade pessoal.
No dia 12 de agosto de 1862, Frederico Guilherme foi investido cavaleiro da Ordem da Jarreteira pela rainha Vitória do Reino Unido.

## Casamento e descendência
Frederico Guilherme casou-se no dia 28 de junho de 1843 no Palácio de Buckingham com a princesa Augusta de Cambridge, um membro da família real britânica e neta do rei Jorge III. Os dois também eram primos em segundo grau pelo lado do pai. Tiveram dois filhos:
- Frederico Guilherme de Meclemburgo-Strelitz (nascido e morto no dia 13 de janeiro de 1845)
- Adolfo Frederico V, Grão-Duque de Meclemburgo-Strelitz (1848-1914)

Frederico Guilherme e a sua esposa Augusta celebraram as bodas de diamante distribuindo 25 pfenning  do tesouro público a cada cidadão do grão-ducado.

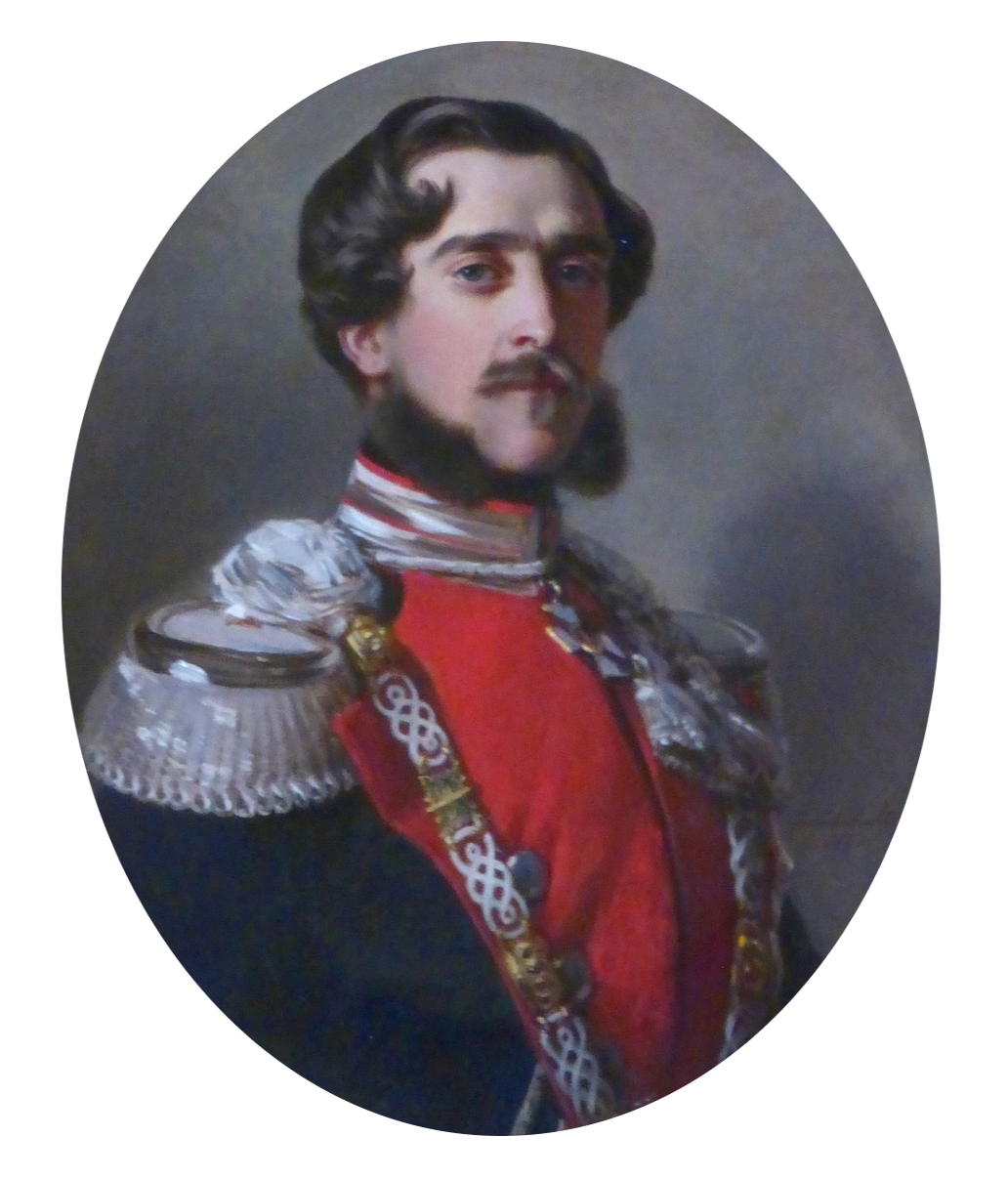
Frederico Guilherme
Franz Xaver Winterhalter, 1853. Na Royal Collection

## Honras
Alemãs
- 1819: Ordem da Coroa Vêndica[5]
- 18 de dezembro de 1844:  Ordem do Leão Dourado[6]
- 6 de setembro de 1860:  Ordem de Luís[7]
- 1861:  Ordem de Santo Jorge[8]
- 1862:  Ordem de Alberto, o Urso[9]
- 23 de agosto de 1863:  Ordem de Pedro Frederico Luís[10]
- agosto de 1865:  Ordem do Leão Dourado da Casa de Nassau[11]
- 1877:  Ordem da Casa Ernestina da Saxônia[12]

Estrangeiras
- 22 de janeiro de 1848:  Ordem do Banho[13]
- 22 de janeiro de 1860:  Ordem de Santo Estêvão[14]
- 17 de outubro de 1860:  Ordem do Elefante[15]
- 19 de outubro de 1860:  Ordem do Serafim[16]
- 12 de agosto de 1862:  Ordem da Jarreteira[17][18]